# Arrival (Lied)
Arrival ist ein Instrumentalstück von ABBA aus dem Jahr 1976. Es ist der Titeltrack des Albums Arrival, dem vierten Studioalbum der Gruppe. 

## Hintergrund und Veröffentlichung
Die Idee zu Arrival geht hauptsächlich auf Benny Andersson zurück, und erste Demoaufnahmen des Stücks trugen die Arbeitstitel Fiol, Ode an Dalarna oder Arrival in Dalarna. Wie bei Intermezzo No.1, dem einzigen weiteren Instrumental der Gruppe, wurde die Chormelodie, die stark von traditioneller schwedischer Volksmusik beeinflusst ist, von Benny Andersson und Björn Ulvaeus geschrieben. Die Aufnahmen fanden am 30. August 1976 statt, die Veröffentlichung erfolgte am 11. Oktober 1976 auf dem gleichnamigen Album.

## Coverversionen

### Coverversion von Mike Oldfield
1980 nahm der britische Multiinstrumentalist Mike Oldfield eine Coverversion des Songs Arrival auf, die auf seinem im selben Jahr veröffentlichten Album QE2 erschien. Das Artwork für Oldfields Single ist eine Nachbildung des Artworks von ABBAs Album Arrival und zeigt den Künstler fliegend in einem Bell 47 G-Hubschrauber; das „K“ in „MIKE“ ist ebenfalls gespiegelt und eine Anspielung auf ABBAs Ambigramm-Logo.

### Chartplatzierungen
Oldfield landete mit seiner Version von Arrival einen Top 20-Hit in Österreich, wo die Single bis auf Platz 13 stieg.
| ChartsChartplatzierungen | Höchstplatzierung | Wochen |
| ------------------------ | ----------------- | ------ |
| Österreich (Ö3)          | 13 (12 Wo.)       | 12     |

### Weitere Coverversionen
- 1977: Michèle Torr (J’aime)
- 1978: Jean-Claude Borelly
- 1983: Balavoine & Frida (Belle)
- 1983: Frida & B. A. Robertson (Time)
- 2003: Scooter (Roll Baby Roll)
- 2008: Sarah Brightman
- 2009: Gregorian
- 2013: André Rieu